# Galaxy 18
Galaxy 18 — це гібридний супутник зв'язку Space Systems/Loral (SS/L) серії 1300, що належить Intelsat і розташований на геосинхронній орбіті на довготі 123°W, що обслуговуючи континентальні Сполучених Штатів, Аляску, Гаваї, Мексику та Канаду з транспондерами 24 C діапазону та 24 K u діапазону. Galaxy 18 замінив Galaxy 10R ближче до кінця терміну експлуатації.
Galaxy 18 був запущений 21 травня 2008 року. Запуск відбувся успішно о 09:43 GMT.

## Безкоштовне телебачення
Galaxy 18 є домом для ряду другорядних телевізійних мереж, і в минулому приймала станції Equity Media Holdings до його банкрутства у 2009 році, де вона використовувала супутник для передачі декількох великих філій мережі на відповідні місцеві передавачі, а також місцевих кабельних провайдерів, які передавали їх, оскільки Equity з'єднав головний контроль із центру в Літтл-Рок, Арканзас.